# The Soft Machine (Soft Machine)
The Soft Machine (1968) è l'album di debutto dei Soft Machine, gruppo appartenente alla scena di Canterbury. L'opera ha esercitato una rilevante influenza nello sviluppo successivo del rock progressivo e del jazz-fusion.

## Premesse
Agli inizi del 1967 i Soft Machine erano stati scritturati assieme ai primi Pink Floyd per suonare al famoso UFO Club di Londra, ed ottennero un tale successo che in gennaio registrarono per la Polydor il loro primo singolo Love Makes Sweet Music. La conferenza stampa di presentazione del disco si tenne a Londra nel febbraio 1967, la sera stessa furono il gruppo spalla della Jimi Hendrix Experience e lo stesso Jimi si unì a loro suonando il basso.
Di quella prima formazione faceva parte il chitarrista australiano Daevid Allen, che fece ascoltare la registrazione del concerto al produttore Giorgio Gomelsky il quale, entusiasta, nell'aprile del 1967 produsse una serie di demo che furono però pubblicati solo nel 1972 con il titolo Faces And Places Vol.7 (in altre edizioni At the Beginning e Jet-Propelled Photographs), in quello che avrebbe potuto essere il loro primo LP. Diventarono in breve una cult band della psichedelia londinese e Gomelsky finanziò una tournée estiva in Francia.
Al ritorno in Inghilterra fu negato il visto d'ingresso ad Allen, che quindi lasciò il gruppo e tornò in Francia dove poco dopo fondò il primo nucleo dei Gong, mentre i Soft Machine continuarono ad esibirsi come trio e furono ingaggiati per una tournée negli Stati Uniti che ebbe inizio nel febbraio del 1968 come gruppo di apertura della Jimi Hendrix Experience.

## L'album
La tournée durò fino a marzo e diede modo al gruppo di mostrare il proprio valore tanto da assicurarsi un contratto con la ABC Records per la realizzazione dell'album. Le registrazioni si tennero ai Record Plant Studios di New York con l'assistenza di Chas Chandler, produttore di Hendrix, e Tom Wilson, produttore dei Velvet Underground e delle Mothers of Invention.
Il suono si discosta sensibilmente dai precedenti lavori del gruppo, la parte chitarristica di cui Allen era protagonista viene messa in secondo piano e diventa predominante l'organo di Ratledge impostato sul jazz, che accompagna le parti vocali di Wyatt e Ayers, rispettivamente alla batteria e al basso. Anche la parte ritmica ha in quest'album un peso minore rispetto ai lavori precedenti e viene soppiantata da ampi spazi dominati dalle tastiere, che con un suono frastagliato portano il gruppo in una nuova strada sperimentale. L'album è stato anche considerato uno dei primi esempi di musica underground inglese che precorre il rock progressivo.
Malgrado il buon risultato conseguito, i Soft Machine non riuscirono ad imporsi nel Regno Unito, dove avrebbero continuato la loro carriera. L'album fu inizialmente pubblicato solo negli USA e sarebbe uscito in UK non prima del 1970. Esausto per il lunghissimo tour e desideroso di intraprendere la carriera solista, Ayers lasciò il gruppo e fu rimpiazzato da Hugh Hopper, che è l'autore di buona parte dei brani nella prima facciata dell'album ed aveva seguito la band negli Stati Uniti in qualità di roadie. Il nuovo entrato avrebbe contribuito sensibilmente insieme a Ratledge a trasformare in modo definitivo i Soft Machine in un gruppo di jazz rock.
Nell'edizione rimasterizzata dell'album nel 2009 pubblicata dalla Polydor Records furono aggiunti come bonus tracks i brani Love Makes Sweet Music e Feelin' Reelin' Squeelin', che costituivano il primo singolo del gruppo pubblicato nel 1967.

## Tracce

### Lato A
1. Hope for Happiness (Hugh Hopper, arr. Wyatt/Ratledge/Ayers) - 4:21
2. Joy of a Toy (Ayers/Ratledge) - 2:49
3. Hope for Happiness (reprise) (Hugh Hopper, arr. Wyatt/Ratledge/Ayers) - 1:38
4. Why Am I So Short? (Hugh Hopper, Robert Wyatt) - 1:39
5. So Boot if At All (Ratledge/Ayers/Wyatt) - 7:25
6. A Certain Kind (Hugh Hopper) - 4:11

### Lato B
1. Save Yourself (Wyatt) - 2:26
2. Priscilla (Ayers/Ratledge/Wyatt) - 1:03
3. Lullabye Letter (Ayers) - 4:32
4. We Did It Again (Ayers) - 3:46
5. Plus Belle Qu'une Poubelle (Ayers) - 1:03
6. Why Are We Sleeping? (Ayers/Ratledge/Wyatt) - 5:30
7. Box 25/4 Lid (Mike Ratledge, Hugh Hopper) - 0:49

### Bonus track del 2009
- Love Makes Sweet Music (Ayers) - 2:27
- Feelin' Reelin' Squeelin' (Ayers) - 2:50

## Formazione
- Robert Wyatt - batteria, voce
- Mike Ratledge - organo Lowrey Holiday De Luxe, pianoforte in Box 25/4 Lid
- Kevin Ayers - basso, voce in We Did It Again e Plus Belle Qu'une Poubelle, controcanto in Save Yourself e Lullabye Letter, pianoforte in So Boot if At All
- Hugh Hopper - basso in Box 25/4 Lid
- The Cake - controcanto in Why Are We Sleeping?